# Ekebergsletta

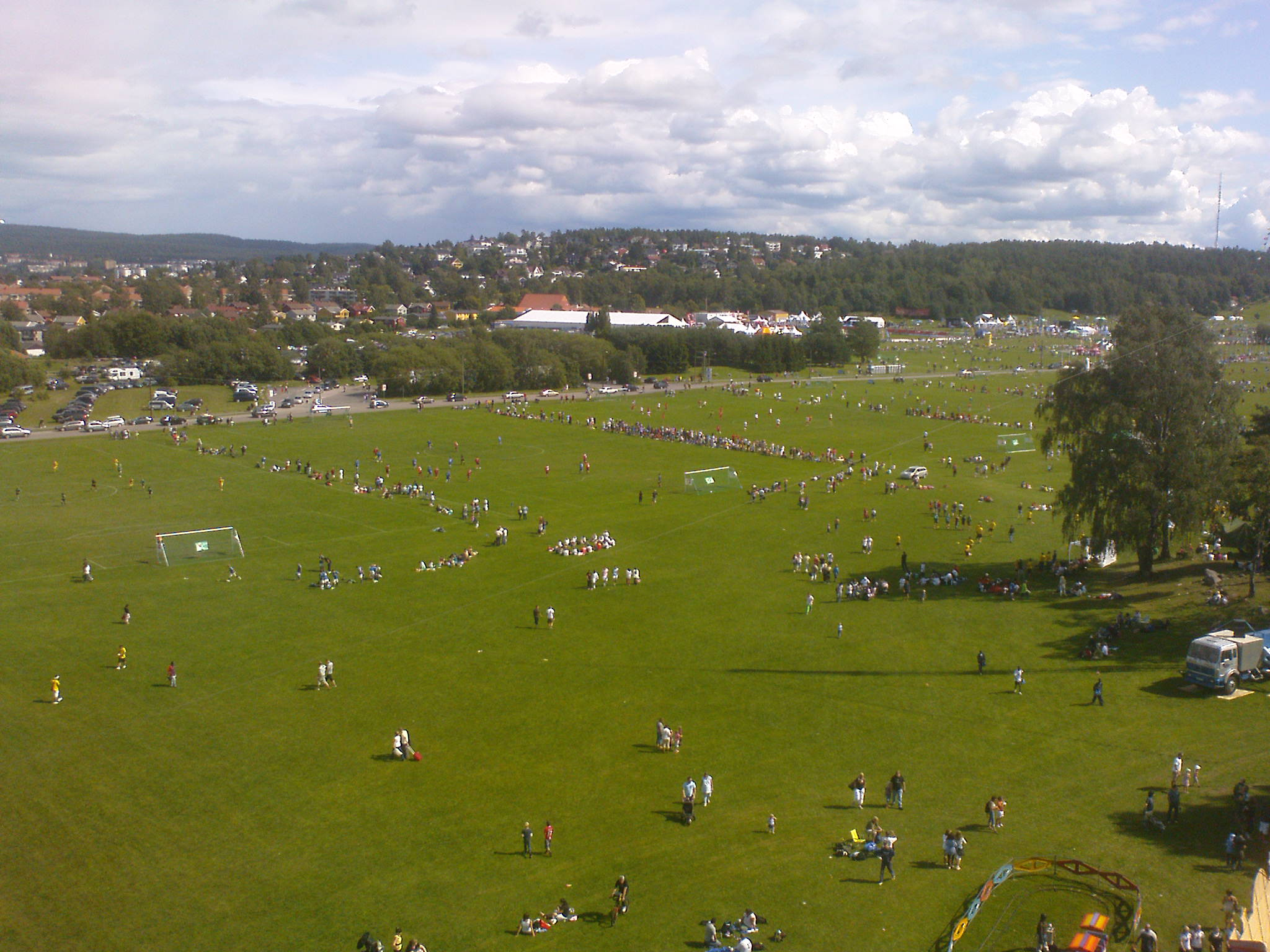
Delar av Ekebergsletta under Norway Cup 2009, sett mot öst.

Ekebergsletta är ett område som ligger på Ekebergplatån i Oslo. Ekebergsletta används idag först och främst till idrott och är en del av Oslos största parkområden, som också omfattar Brannfjell, Ballsletta och Ekebergskogen.
Slätten var ursprungligen jordbruksmark tillhörande Ekeberggårdene, huvudsakligen till Stamhuset Ekeberg, men också till Lille Ekeberg gård och till platser under nämnda egendomar. På 1600-talet anlades, efter förordning av Christian IV, den del av Ekebergveien som skär tvärs över slätten. Vägen kom 1703 in under definitionen den Frederikshaldske Kongevei.
På den norra delen av slätten ligger Stamhuset Ekeberg och Ekeberg Camping. Vidare mot öster ligger Ekeberg hageby, Lille Ekeberg, Ekebergs skola Brannfjell, Brannfjell skole, KFUM-Hallen, Ekeberghallen och EKT Rideskole innan man är tillbaka på campingplatsen.
Mitt ute på slätten ligger Park og Idretts utrustningsförråd. På denna plats låg tidigare gårdsplatsen Smedstua.
Precis vid Ekeberg skole ser man fortfarande resterna av ankringsmasten som luftskeppet Norge ankrades upp i på sin väg mot Nordpolen.
Ekebergs skola är sekretariat för Norway Cup. Ekebergsletta är också huvudarena för Norway Cup.